# Eysturkommuna
Die Eysturkommuna ist eine Kommune der Färöer an der Ostküste Eysturoys.
- Einwohner: 1.977 (Stand: 1. Januar 2011)
- Orte: Leirvík (876), Norðragøta (609), Syðrugøta (417), Gøtugjógv (43) und Gøtueiði (32)

Am 1. Januar 2009 wurde die Eysturkommuna durch die Zusammenlegung der ehemaligen Kommunen Gøta und Leirvík neu gegründet.